# Національні збройні сили
Національні збройні сили (НЗС) (пол. Narodowe Siły Zbrojne, NSZ) — польська права підпільна напіввійськова організація націонал-демократів, яка діяла з 1942 року. Її члени воювали під час Другої світової війни проти нацистської Німеччини та комуністичних партизанів. Були також випадки боїв із Армією Крайовою.
Наприкінці війни деякі загони та структури цієї організації співпрацювали з нацистами, зокрема з гестапо (як у випадку зі Свєнтокшиською бригадою і Губертом Юра) та скоювали злочини на ґрунті антисемітизму.
Більшість підрозділів НЗС не підкорилися польському уряду у вигнанні і вели братовбивчі бої з іншими польськими партизанськими загонами. З 1944 по 1946 рік організація воювала в рамках антикомуністичного опору, в тому числі з новоствореною Польською Народною Республікою.

## Історія

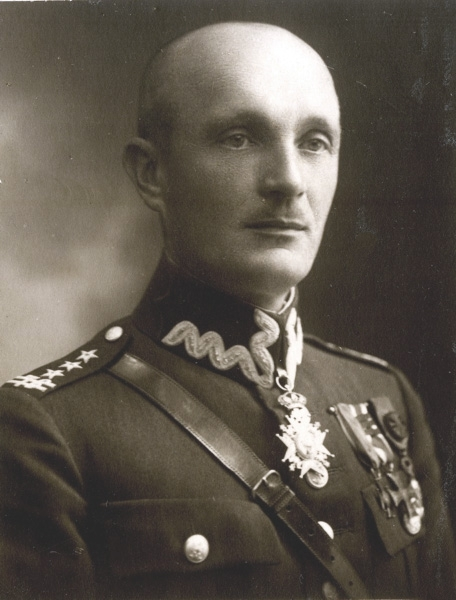
Перший командир Національних збройних сил полковник Ігнацій Озєвич

Утворені 20 вересня 1942 року в результаті злиття Військової організації Ящірчин Союз (пол. Organizacja Wojskowa Związek Jaszczurczy) і частини Національної військової організації (пол. Narodowa Organizacja Wojskowa). У 1943—1944 роках налічували від 70 до 75 тис. членів, що робило їх третьою за чисельністю організацією польського Опору (після Армії Крайової (АК) і Батальйонів хлопських). Її загони брали участь у Варшавському повстанні.
У березні 1944 року організація розкололася і її поміркованіша фракція перейшла під командування AK. Інша частина стала відомою як NSZ-ZJ (НЗС — Ящірчин Союз). Це відгалуження НЗС проводило операції проти польських комуністичних діячів, партизанів і таємної поліції, радянських партизанів, НКВС і СМЕРШ, а також власних колишніх ватажків.

## Політична позиція
Програма організації передбачала боротьбу за незалежність Польщі проти нацистської Німеччини та проти Радянського Союзу. Її мета полягала в тому, щоб зберегти довоєнні східні землі та кордони Другої Польської Республіки, водночас відвоювавши деякі колишні німецькі території на заході, які вони вважали «давніми слов'янськими землями». Загальна директива №3 Головного командування національних збройних сил L. 18/44 від 15 січня 1944 року говорить:
«В умовах перетину польських кордонів радянськими військами польський уряд у Лондоні та його польські громадяни, які проживають на території Польщі, висловлюють своє непохитне бажання повернути суверенітет на всю територію Польщі в межах польських кордонів, установлених до 1939 року через взаємно обов'язковий Ризький договір і підтверджених загальними принципами Атлантичної хартії та деклараціями союзницьких урядів, які не погоджувалися на жодні територіальні зміни, що відбулися в Польщі після серпня 1939 року.»
Упродовж війни НЗС воювали з польськими комуністами, включно з їхніми військовими формуваннями, такими як Гвардія Людова (ГЛ) і Армія Людова (АЛ). Після війни колишні члени організації зазнали переслідувань із боку новоутвореної комуністичної влади Польської Народної Республіки. За деякими свідченнями, комуністичні партизани, щоб звинуватити НЗС, займалися у місцях власних пограбувань підкиданням фальшивих доказів, як-от підробні квитанції, інші документи тощо. Як випливає з судових документів комуністичної Польщі, цей метод політичної війни застосовували проти організації відразу після війни і Міністерство громадської безпеки та громадянська міліція.

## Ставлення до євреїв
Національні збройні сили (хоча й не одностайно) не приймали до своїх лав євреїв і висловлювали відверті антисемітські настрої.
Розв'язання єврейського питання майже таке ж важливе для майбутнього нашої нації, як і відновлення незалежності. Втрата незалежності та продовження єврейської присутності в Польщі становлять однакову небезпеку повільної смерті для поляків.— Газета національних збройних сил Szaniec, цитується в Gazeta Wyborcza, 24–5 вересня 1993
Ми можемо засуджувати німців за їхні звірячі методи, але не повинні забувати, що єврейство завжди було і залишиться руйнівним елементом нашого державного організму. Ліквідація євреїв на польських територіях має велике значення для майбутнього розвитку, бо звільняє нас від мільйоноголового паразита.— Газета національних збройних сил Barykada, № 3, березень 1943
З листопада 1944 року до середини 1947 року, під час збройного антикомуністичного повстання проти радянізації Польщі, Національні збройні сили знищили багато євреїв, які входили до комуністичних груп. У Варшаві члени НЗС вбили двох офіцерів польської Армії Крайової єврейського походження Єжи Маковецького і Людвіка Відершаля. Польський історик Аліна Цала зазначала, що доктрина Національних збройних сил передусім полягала в ліквідації того, що вони вважали комуністичними бандами. На думку соціолога Тадеуша Пйотровського, ці напади пізніше «стали більше зосереджуватися на окремо взятих євреях, які обіймали вельми помітні посади в органах ПНР [Польської Народної Республіки]».
У деяких районах Національні збройні сили активно переслідували євреїв. Деякі підрозділи Національних збройних сил відшукували євреїв, які ховалися в лісах, щоб передати їх німцям. Для досягнення цієї мети в Радомі в 1943—1944 рр. НЗС співробітничали з німцями. Згідно з Енциклопедією Голокосту, Національні збройні сили безпосередньо вбивали польських євреїв, які після втечі з гетто шукали притулку серед етнічних поляків.
За іншими джерелами, багатьом воякам Національних збройних сил та їхнім родинам приписують порятунок євреїв, у тому числі таких відомих, як Марія Бернштайн, Леон Гольдман, Йонте Гольдман і доктор Турський. У лавах Національних збройних сил були євреї, зокрема Цалек Переходнік, Віктор Натансон, капітан Роман Борн-Борнштайн (головний лікар загону «Хоробрий II»), Єжи Змідигер-Конопка, Фелікс Пісаревський-Паррі, Ельягу (Олександр) Шандцер (псевдо Дзік), лікар Камінський, який служив у підрозділі НЗС під орудою капітана Владислава Колацинського (псевдо Жбік), майор Станіслав Оствінд-Зузга та інші.
У січні 1945 року Свєнтокшиська бригада Національних збройних сил, відступивши перед натиском Червоної Армії, після переговорів із німцями про припинення вогню перейшла в контрольований нацистами Протекторат Богемії та Моравії. 5 травня 1945 року в Богемії вона відновила дії проти нацистів і звільнила бранців із концентраційного табору в Голішові, включно з 280 засудженими на смерть ув'язненими єврейками.

## Повоєнний час
У післявоєнну добу сталінізму члени НЗС, як і інші «прокляті солдати», та їхні сім'ї зазнавали переслідувань. Восени 1946 року військовики та сили правопорядку комуністичної влади заманили в пастку і вбили 100—200 вояків загону НЗС під командуванням Генрика Фламе на псевдо «Бартек». 10 грудня 1946 року Варшавський окружний військовий суд виніс вирок у процесі над командуванням НЗС. Це був один із подібних багатьох процесів, організованих у передвиборчий період із метою залякування суспільства. Серед засуджених на смертну кару були офіцери НЗС полковники Пйотр Абаканович і Міхал Побоха, а також зв'язкова Стефанія Броневська, дружина головного командувача НЗС Зигмунта Броневського, який перебував у еміграції. 2 березня 1948 року оголошено вирок у процесі над Головним штабом НЗС, який комуністи звинувачували у фашизмі. Варшавський окружний військовий суд засудив на страту полковників Станіслава Кашницю та Леха Неймана.
Деякі члени НЗС несли відповідальність за пацифікацію сіл на північному сході Польщі в 1946 році, що полягала в нападах на етнічних білорусів, де 79 із них загинули. 
Національні збройні сили офіційно розпущено в 1947 році. 1992 року, визнаючи внесок у боротьбу за суверенітет Польщі, польська влада визнала підпільників Національних збройних сил ветеранами війни. Вояків НЗС реабілітували, в тому числі й суперечливих, як-от Мечислав Паздерський, який у 1945 році вбив майже 200 українських селян у Верховині та якого польський президент Лех Валенса нагородив двома медалями.
У 1990-х роках тема «проклятих солдатів» або антикомуністичних партизанів у Польщі обговорювалася мало. Одначе з настанням 2000-х років культ «проклятих солдатів» набув популярності. 2012 року польський Сейм ухвалив законопроєкт про вшанування 70-ї річниці створення Національних збройних сил у 1942 році. Депутати Сейму, які підтримали резолюцію, відзначили, що члени НЗС стали найбільшою мішенню репресій і пропаганди ненависті з боку апарату безпеки за часів сталінізму.
У сучасній Польщі залишаються дискусійною темою роль НЗС та їхні взаємини з євреями. Декларацію Сейму 2012 року розкритикував колишній польський прем’єр-міністр Лешек Міллер. Кілька депутатів парламенту розкритикували законопроєкт і покинули пов'язану з цим пам'ятну церемонію.

## Додаткова література
- Siemaszko, Zbigniew S. (1985). Narodowe Siły Zbrojne (вид. 2nd). Warszawa: Głos. OCLC 69304656. (пол.)